# Дор (округ, Вісконсин)
Шаблон:StateAbbr_ 45°01′ пн. ш. 87°01′ зх. д. / 45.02° пн. ш. 87.01° зх. д.
Дор (англ. Door County) — округ (графство) у штаті Вісконсин. Ідентифікатор округу 55029.

## Історія
Округ утворений 1851 року.

## Демографія
За даними перепису
2000 року
загальне населення округу становило 27961 осіб, зокрема міського населення було 8795, а сільського — 19166.
Серед них чоловіків — 13773, а жінок — 14188. В окрузі було 11828 домогосподарств, 7997 родин, які мешкали в 19587 будинках.
Середній розмір родини становив 2,84.
Віковий розподіл населення поданий у таблиці:
| Стать    | До 15 років | 15-21 | 22-29 | 30-39 | 40-49 | 50-65 | 65-85 | Понад 85 |
| -------- | ----------- | ----- | ----- | ----- | ----- | ----- | ----- | -------- |
| Чоловіки | 2542        | 1240  | 992   | 1771  | 2315  | 2700  | 2011  | 202      |
| Жінки    | 2398        | 1057  | 862   | 1776  | 2312  | 2761  | 2534  | 488      |

## Клімат
| Кліматограма Редагування Дор                                                                    | Кліматограма Редагування Дор | Кліматограма Редагування Дор | Кліматограма Редагування Дор | Кліматограма Редагування Дор | Кліматограма Редагування Дор | Кліматограма Редагування Дор | Кліматограма Редагування Дор | Кліматограма Редагування Дор | Кліматограма Редагування Дор | Кліматограма Редагування Дор | Кліматограма Редагування Дор |
| ----------------------------------------------------------------------------------------------- | ---------------------------- | ---------------------------- | ---------------------------- | ---------------------------- | ---------------------------- | ---------------------------- | ---------------------------- | ---------------------------- | ---------------------------- | ---------------------------- | ---------------------------- |
| С                                                                                               | Л                            | Б                            | К                            | Т                            | Ч                            | Л                            | С                            | В                            | Ж                            | Л                            | Г                            |
| 57 −6 −8                                                                                        | 54 −8 −15                    | 60 1 −4                      | 129 9 −2                     | 93 13 3                      | 85 18 9                      | 97 21 12                     | 78 20 15                     | 87 19 12                     | 129 11 3                     | 85 7 1                       | 65 −2                        |
| Середня макс. і мін. температури повітря (°C) Атмосферні опади (мм), за рік : 1019 мм. Джерело: |                              |                              |                              |                              |                              |                              |                              |                              |                              |                              |                              |

## Фотографії космонавтів
| Фотографія космонавта Двері |  |  |  |
|                             |  |  |  |

## Виноски
1. ↑  U.S. Decennial Census. United States Census Bureau. Архів оригіналу за 7 травня 2015. Процитовано 4 серпня 2015.
2. ↑  Historical Census Browser. University of Virginia Library. Архів оригіналу за 11 серпня 2012. Процитовано 4 серпня 2015.
3. ↑  Forstall, Richard L., ред. (27 березня 1995). Population of Counties by Decennial Census: 1900 to 1990. United States Census Bureau. Архів оригіналу за 18 липня 2015. Процитовано 4 серпня 2015.
4. ↑  Census 2000 PHC-T-4. Ranking Tables for Counties: 1990 and 2000 (PDF). United States Census Bureau. 2 квітня 2001. Архів (PDF) оригіналу за 18 грудня 2014. Процитовано 4 серпня 2015.
5. ↑  State & County QuickFacts. United States Census Bureau. Архів оригіналу за 6 червня 2011. Процитовано 18 січня 2014.(англ.) Наведено за англійською вікіпедією.
6. ↑  American FactFinder. Бюро перепису населення США. Архів оригіналу за 21 травня 2008. Процитовано 31 січня 2008.
7. ↑  NASA Earth Observations Data Set Index. НАСА. Архів оригіналу за 11 травня 2020. Процитовано 30 Січень 2016.

| США | Це незавершена стаття з географії США. Ви можете допомогти проєкту, виправивши або дописавши її. |